# Премія НАН України імені О. К. Антонова
Пре́мія і́мені Оле́га Костянти́новича Анто́нова — премія, встановлена НАН України за видатні досягнення в галузі технічної механіки та літакобудування.
Премію засновано 20 липня 1997 року та названо на честь видатного українського радянського авіаконструктора Антонова Олега Костянтиновича.
Починаючи з 2007 року Премію імені О. К. Антонова присуджує Відділення механіки НАН України щотри роки.

## Лауреати премії
| Рік  | Тема | Лауреати                          | Коротко про лауреата |
| ---- | --- | --------------------------------- | --- |
| 1999 | за цикл робіт з науково-технічного та методичного забезпечення створення новітньої вітчизняної авіаційної техніки                                                                                            | Балабуєв Петро Васильович         | доктор технічних наук, генеральний конструктор АНТК імені Олега Антонова |
| 2002 | за комплекс робіт з науково-технічного та методологічного забезпечення сертифікації літаків «Ан» на всіх етапах їх створення                                                                                 | Ківа Дмитро Семенович             | доктор технічних наук, перший заступник генерального конструктора АНТК імені Олега Антонова |
| 2003 | за цикл праць «Розробка науково-методичного забезпечення для чисельного дослідження з аерогазодинаміки літальних апаратів»                                                                                   | Приходько Олександр Анатолійович  | доктор фізико-математичних наук, завідувачу кафедри Дніпропетровського національного університету МОН України, провідний науковий співробітник Інституту транспортних систем і технологій НАН України |
| 2003 | за цикл праць «Розробка науково-методичного забезпечення для чисельного дослідження з аерогазодинаміки літальних апаратів»                                                                                   | Кваша Юрій Олександрович          | кандидат технічних наук, старший науковий співробітник Інституту транспортних систем і технологій НАН України                                                                                         |
| 2007 | за цикл праць «Розв'язок задач підвищення ресурсу та надійності авіаційних газотурбінних двигунів. Розроблення критеріїв і методів прогнозування довготривалої міцності матеріалів та елементів конструкцій» | Мартиненко Леонід Іванович        | кандидат технічних наук, головний конструктор Державного підприємства «Запорізьке машинобудівне конструкторське бюро „Прогрес“ імені академіка О. Г. Івченка»                                         |
| 2007 | за цикл праць «Розв'язок задач підвищення ресурсу та надійності авіаційних газотурбінних двигунів. Розроблення критеріїв і методів прогнозування довготривалої міцності матеріалів та елементів конструкцій» | Голуб Владислав Петрович          | доктор технічних наук, завідувач відділу Інституту механіки ім. С. П. Тимошенка НАН України |
| 2007 | за цикл праць «Розв'язок задач підвищення ресурсу та надійності авіаційних газотурбінних двигунів. Розроблення критеріїв і методів прогнозування довготривалої міцності матеріалів та елементів конструкцій» | Погребняк Анатолій Дмитрович      | кандидат технічних наук, старший науковий співробітник Інституту механіки ім. С. П. Тимошенка НАН України                                                                                             |
| 2010 | за цикл праць «Динамічні процеси в тілах та елементах конструкцій при взаємодії з пружним або рідинним середовищем»                                                                                          | Кубенко Веніаміну Дмитрович       | академік НАН України, заступник директора Інституту механіки ім. С. П. Тимошенка НАН України |
| 2013 | цикл робіт «Розробка нових методів експериментального дослідження апаратів з метою удосконалення та оптимізації їх гідроаеродинамічних характеристик»                                                        | Бабенко Віктор Віталійович        | доктор технічних наук, провідний науковий співробітник Інституту гідромеханіки НАН України |
| 2013 | цикл робіт «Розробка нових методів експериментального дослідження апаратів з метою удосконалення та оптимізації їх гідроаеродинамічних характеристик»                                                        | Мороз Володимир Васильович        | кандидат технічних наук, старший науковий співробітник Інституту гідромеханіки НАН України |
| 2013 | цикл робіт «Розробка нових методів експериментального дослідження апаратів з метою удосконалення та оптимізації їх гідроаеродинамічних характеристик»                                                        | Центило Наталія Петрівна          | начальник відділу Державного підприємства «Антонов» |
| 2016 | за цикл робіт «Динаміка стисливої в'язкої рідини» | Гузь Олександр Миколайович        | академік НАН України, директор Інституту механіки ім. С. П. Тимошенка НАН України |
| 2016 | за цикл робіт «Динаміка стисливої в'язкої рідини» | Жук Олександр Петрович            | доктор фізико-математичних наук, учений секретар Інституту механіки ім. С. П. Тимошенка НАН України                                                                                                   |
| 2019 | за серію праць «Теоретичне та науково-практичне забезпечення покращення аеродинамічних характеристик крил і літальних апаратів при створенні перспективної авіаційної техніки»                               | Воропаєв Геннадій Олександрович   | доктор фізико-математичних, професор, член-кореспондент НАН України, заступник директора з наукової роботи Інституту гідромеханіки НАН України                                                        |
| 2019 | за серію праць «Теоретичне та науково-практичне забезпечення покращення аеродинамічних характеристик крил і літальних апаратів при створенні перспективної авіаційної техніки»                               | Довгий Станіслав Олексійович      | доктор фізико-математичних, професор, академік НАН України, завідувач відділу фізичного і математичного моделювання Інституту телекомунікацій і глобального інформаційного простору НАН України       |
| 2019 | за серію праць «Теоретичне та науково-практичне забезпечення покращення аеродинамічних характеристик крил і літальних апаратів при створенні перспективної авіаційної техніки»                               | Кудрявцев Володимир Олександрович | головний конструктор з аеродинаміки державного підприємства «Антонов» |